# Mechelen
Mechelen (em flamengo), Malines (em francês) ou Malinas (na sua forma portuguesa), é uma cidade e um município da Bélgica localizado no distrito de Mechelen, província de Antuérpia, região da Flandres.
Localiza-se a 30 km a sul de Antuérpia.
No século XVI foi capital da Borgonha, um ducado que se estendia desde a França até aos Países Baixos. Aqui cresceu e foi educado o imperador Carlos I de Espanha e V da Alemanha.

## Património
- Schepenhuis - casa dos edis ou Consistório Velho;
- Estátua de Margarida, tia e tutora de Carlos I de Espanha;
- Câmara Municipal Nova;
- Catedral de São Romualdo de Malinas (Património Mundial);
- Palácios de duas Margaridas, Margarida de Iorque e Margarita de Áustria;
- Museu Hof van Busleyden;
- Igreja de São João - possui um tríptico de Rubens que representa a adoração dos Reis Magos;
- Vleeshalle - mercado de carne;
- Vismarkt - praça do peixe;
- Abadia de Sint-Truiden - palacete do século XVI;
- Abadía de Tongerlo - século XV, aloja desde 1986 a Real Fábrica de Tapetes De Wit;
- Grande beatério - século XVI, declarado Património Mundial;
- Fábrica de cervejas Het Anker - funciona desde 1471;
- Cultuurplein - praça onde se localizam um centro cultural, salas de arte e um teatro alojado numa capela medieval do Espírito Santo.